# Скалли, Джон
Джон Скалли (англ. John Sculley, род. 6 апреля 1939) — американский бизнесмен. Скалли был вице-президентом (1970—1977) и президентом (1977—1983) компании PepsiCo. C 8 апреля 1983 года и до 1993 года был генеральным директором корпорации Apple. В мае 1987 года Скалли входил в Toп высокооплачиваемых руководителей, с годовой зарплатой в 2,2 млн долларов США.

## Вехи биографии
Скалли родился в США, но в течение недели после рождения, его семья переселилась на Бермуды, позже в Европу, потом — в Бразилию.
Скалли учился в средней школе в Санкт-Марк в Southborough, штат Массачусетс. Позже он получил степень бакалавра в области архитектурного дизайна в Университете Брауна и степень MBA в Уортонской школе бизнеса.
Скалли преодолел заикание в начале своей жизни.

### 1967—1982: Pepsi-Cola
Скалли начал свою работу в Pepsi-Cola, подразделении PepsiCo в 1967 году в качестве стажера, где он участвовал в шестимесячной программе обучения на заводе в Питтсбурге. В 1970 году, когда Скалли было 30 лет, он стал самым молодым вице-президентом компании по маркетингу.
Как вице-президент по маркетингу компании Pepsi Скалли провел одно из первых потребительских исследований, в котором участвовало около 350 семей. В результате исследования компания Pepsi выпустила на рынок безалкогольных напитков увеличенные и более разнообразные упаковки своей продукции. В 1970 году Pepsi намеревалась захватить лидерство в отрасли у компании Coca-Cola, что позднее привело к так называемым Войнам Колы.
Pepsi начала тратить больше денег на рекламу и маркетинг. Например, в то время как большинство компаний в США тратило от 15 000 $ до 75 000 $ на один рекламный ролик, Pepsi тратила от 200 000 $ до 300 000 $. Рекламной кампанией Pepsi Generation Pepsi бросила вызов классическому маркетингу компании Coca-Cola.
Скалли стал также управляющим международного отделения по производству продуктов питания компании PepsiCo, сразу после того, как он посетил убыточный завод по производству картофельных чипсов в Париже. Продовольственное отделение было единственным убыточным отделением в компании PepsiCo с доходами в размере 83 млн $ и убытками в размере 16 млн $. Чтобы сделать отделение прибыльным, Скалли нанял новых менеджеров из Frito-Lay, улучшил качество продукции, а также усилил финансовый контроль за бухгалтерией. По истечении трех лет отделение стало приносить доходы в размере 300 млн $ и прибыль в размере 40 млн $.
Скалли хорошо знал, что для того, чтобы конкурировать с Coca-Cola, нужно провести глубокие исследования вкуса продукции, так в 1975 году он запустил рекламную кампанию Pepsi Challenge. На основе собственных исследований он утверждал, что на вкус Pepsi-Cola гораздо лучше Coca-Cola. Pepsi Challenge включала в себя ряд телевизионных роликов, показанных в начале 1970-х годов. Ролики изображали людей, участвовавших в слепом тесте напитков Pepsi-Cola и Coca-Cola. В результате теста участники всегда выбирали напитки Pepsi, однако эти тесты были подвергнуты критике в предвзятости. Кампания Pepsi Challenge в основном была ориентирована на рынок Техаса, где доля рынка у Pepsi была довольна незначительна в то время. Во время начала кампании Pepsi Challenge, Скалли стал старшим вице-президентом по продажам и маркетингу компании Pepsi в Соединенных Штатах. Скалли сам решил поучаствовать в тесте вкуса, но выбрал Coca-Cola вместо Pepsi.
В 1977 году Скалли стал самым молодым президентом Pepsi.

### 1983—1993: Apple
- Скалли был приглашён Стивом Джобсом на работу в Apple, чтобы он применил свои маркетинговые знания и умения на рынке персональных компьютеров.
- 1985, 31 мая — после первого в истории компании квартала, завершенного с убытками, совет директоров сделал выбор в пользу Скалли и уволил Стива Джобса из Apple.
- 1993 — Скалли покинул Apple по настоянию совета директоров. Он признает, что самой главной его ошибкой на посту главы Apple было настаивание на том, чтобы ОС компании Apple портировалась на ПК других производителей.[4]

### 1994 — настоящее время
В настоящее время Скалли проживает в США в Палм Бич, Флорида.